# Kościół Miłosierdzia Bożego w Gozdowie
Kościół Miłosierdzia Bożego – rzymskokatolicki kościół parafialny należący do dekanatu Hrubieszów - Południe diecezji zamojsko-lubaczowskiej.
Świątynia została wybudowana w latach 1992 - 1998 według projektu J. Nowaka z Tomaszowa Lubelskiego W maju 1992 roku został poświęcony plac pod budowę, w dniu 2 kwietnia 1995 roku biskup zamojsko-lubaczowski Jan Śrutwa wmurował kamień węgielny, w dniu 3 maja 1998 roku ksiądz infułat Franciszek Greniuk poświęcił kościół.
Jest to budowla murowana, jednonawowa, nakryta sufitem z boazerii, na dachu znajduje się wieżyczka z sygnaturką. W prezbiterium znajduje się duży obraz Jezusa Miłosiernego, na ścianach bocznych znajdują się obrazy: Matki Bożej Ostrobramskiej i św. Faustyny Kowalskiej (namalowane przez Józefa Mamczura z Lubaczowa). Do wyposażenia świątyni należą: ołtarz, ambona, chrzcielnica, 4 lichtarze, kredencja, sedilia wykonane z drewna dębowego, 4 chorągwie, fioletowe sztandary, konfesjonał, 4 klęczniki, ławki, monstrancja, kielichy, organy.

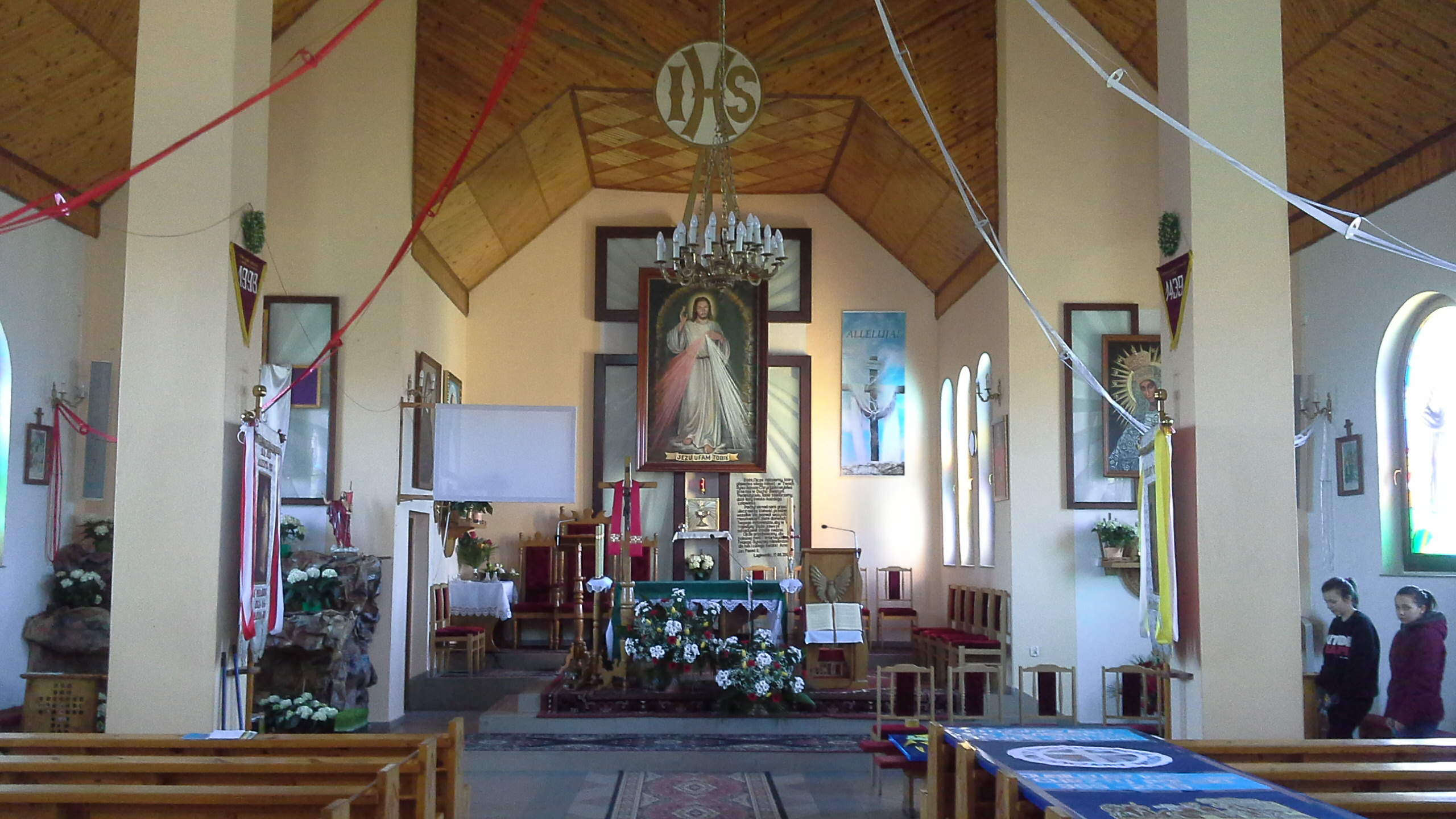
Wnętrze kościoła